# Paul Quilès
Paul Quilès (Sig, 27 gennaio 1942 – Parigi, 24 settembre 2021) è stato un politico francese socialista.

## Biografia
Quilès è nato a Sig in Algeria.
Deputato del dipartimento del Tarn e vicino a Laurent Fabius, è stato ministro della difesa tra il 1985 e il 1986, dopo lo scandalo dei Rainbow warrior. Inoltre, è stato ministro dell'interno dal 1992 al 1993, poi capo della Commissione della Difesa nell'Assemblea nazionale francese dal 1997 al 2002.